# Alconchel de la Estrella
Alconchel de la Estrella település Spanyolországban, Cuenca tartományban. Alconchel de la Estrella Fuentelespino de Haro, Villaescusa de Haro, Villalgordo del Marquesado és Villarejo de Fuentes községekkel határos. Lakosainak száma 75 fő (2024).

## Népesség
A település lakosságának változását az alábbi diagram mutatja:
| Lakosok száma | 202  | 183  | 156  | 135  | 142  | 117  | 106  | 88   | 86   | 75   |
|               | 2001 | 2004 | 2006 | 2009 | 2011 | 2014 | 2016 | 2019 | 2021 | 2024 |